# Sivaramakrishna Chandrasekhar
Sivaramakrishna Chandrasekhar (* 6. August 1930 in Kalkutta; † 8. März 2004) war ein indischer Physiker. Er ist bekannt für Forschungen zu Flüssigkristallen.
Chandrasekhar studierte Physik an der Universität Nagpur mit dem Diplomabschluss 1951. Danach war er am Raman Research Institute in Bangalore bei C. V. Raman, der ein Bruder seiner Mutter war. 1954 wurde er an der Universität Nagpur aufgrund seiner am Raman Research Institute ausgeführten kristalloptischen Forschungen promoviert. Er ging mit einem Stipendium an die Universität Cambridge (Cavendish Laboratory),  wo er nochmals promoviert wurde. Als Post-Doktorand war er am University College London und der Royal Institution in London, wo er sich mit Kristallographie befasste. 1961 ging er zurück nach Indien als Professor und Leiter der neu gegründeten Physik-Fakultät an der Universität Mysore. Dort begann seine Beschäftigung mit Flüssigkristallen. 1971 kehrte er an das Raman Research Institute als Leiter der Abteilung für Flüssigkristalle zurück.
Er entdeckte die kolumnare Phase von Flüssigkristallen (früher diskotisch genannt).
Er war Gründungspräsident der International Liquid Crystal Society. Er war Fellow der Royal Society. 1994 erhielt er die Royal Medal und er erhielt die Niels Bohr Goldmedaille der UNESCO (1998) und 1998 den Padma Bhushan. Er wurde 1999 Ritter des Ordre des Palmes Académiques.
Zwanzig Jahre lang war er Herausgeber der Zeitschrift Molecular Crystals and Liquid Crystals.
Da er manchmal S. Chandrasekhar abgekürzt und zitiert wird, sollte er nicht mit dem Astrophysiker Subrahmanyan Chandrasekhar verwechselt werden (der mit ihm verwandt ist).

## Schriften
- Liquid Crystals. Cambridge University Press, 1977/1993.